# محاكمة ابتزاز الانتخابات في جورجيا
قضية ولاية جورجيا ضد دونالد جيه ترامب وآخرون هي قضية جنائية معلقة ضد دونالد ترامب، الرئيس الخامس والأربعين للولايات المتحدة، و18 مُتهمًا مشاركًا. تزعم النيابة أن ترامب قاد "مؤسسة ابتزاز إجرامية"، حيث انضم هو وجميع المتهمين الآخرين "عن علم وبإرادة إلى مؤامرة لتغيير نتيجة الانتخابات الرئاسية الأمريكية لعام 2020 في جورجيا بشكل غير قانوني". يُتهم جميع المتهمين بتهمة واحدة بانتهاك قانون منظمة جورجيا لمكافحة الابتزاز والفساد (RICO)، والتي تصل عقوبتها إلى السجن من خمس إلى عشرين سنة. تأتي لائحة الاتهام في سياق جهود ترامب الأوسع لإلغاء خسارته في الانتخابات الرئاسية لعام 2020.
أقر أربعة متهمين بالذنب في بعض التهم، ووافقوا على التعاون مع النيابة، وحُكم عليهم بالسجن مع وقف التنفيذ والغرامات وتقديم اعتذارات علنية. ولم يُحدد بعد موعد محاكمة المتهمين الخمسة عشر المتبقين (الذين دفعوا ببراءتهم).
يُتهم المتهمون بشكل مختلف بأربعين تهمة إضافية من مزاعم أخرى، بما في ذلك: تآمر ترامب والمتهمون المشاركون معه لإنشاء قوائم مؤيدة لترامب من الناخبين المزيفين؛ اتصل ترامب بوزير خارجية جورجيا، براد رافنسبرغر، وطلب منه "العثور على 11780 صوتًا"، مما كان سيؤدي إلى عكس خسارته في الولاية بهامش صوت واحد؛ وقامت مجموعة صغيرة من حلفاء ترامب في مقاطعة كوفي بالوصول بشكل غير قانوني إلى أنظمة التصويت في محاولة للعثور على أدلة على تزوير الانتخابات.
بعد تحقيق أطلقته المدعية العامة لمقاطعة فولتن فاني ويليس في فبراير 2021، رفعت هيئة محلفين كبرى مكونة من 23 مواطنًا لوائح الاتهام في 14 أغسطس 2023. ومن المقرر أن تُنظر القضية في محكمة فولتون العليا برئاسة القاضي سكوت إف مكافي. ورفض قاضٍ آخر طلبات من رئيس موظفي ترامب السابق مارك ميدوز، والمسؤول السابق بوزارة العدل جيفري كلارك، وثلاثة متهمين آخرين لنقل قضاياهم إلى المحكمة الفيدرالية.
في 19 ديسمبر 2024، استبعدت محكمة الاستئناف في جورجيا ويليس من مقاضاة القضية. وتم إيقاف القضية مؤقتًا بينما كانت المحكمة تبت في هذه المسألة. وبما أن المحكمة لم ترفض القضية، فيمكن أن يحل مدعٍ عام آخر محل ويليس. ومع ذلك، سيتعين تحديد ما إذا كان بإمكان مدعٍ عام على مستوى الولاية قادرًا على مقاضاة رئيس حالي (كما سيكون ترامب اعتبارًا من يناير 2025) وما إذا كان قاضٍ على مستوى الولاية سينظر في القضية.
وتعد هذه القضية واحدة من أربع لوائح اتهام جنائية ضد ترامب.

## خلفية

### قبل وأثناء يوم الانتخابات
قبل أسابيع من الانتخابات الرئاسية لعام 2016، ادّعى دونالد ترامب، من خلال سلسلة من التغريدات، أن تزويرًا واسع النطاق في التصويت كان وشيكًا، وهو ادعاء أكده مستشاره القانوني رودي جولياني. واستمر ترامب في تكرار هذه الاتهامات طوال فترة رئاسته، وصولًا إلى حملته لإعادة انتخابه في عام 2020؛ حيث بدأ، على مدار أشهر، بتقديم مبررات مسبقة لاحتمال خسارته، وركزت معظمها على بطاقات الاقتراع المرسلة عبر البريد. في وقت مبكر من أغسطس 2020، استعان ترامب بالناشطة والمحامية المحافظة كليتا ميتشل لدعم جهوده في محاولة قلب نتائج الانتخابات. وقبل يومين فقط من يوم الانتخابات، الموافق 3 نوفمبر 2020، أعلن ترامب للصحفيين عزمه على "التدخل قانونيًا" مباشرة بعد انتهاء التصويت، بمرافقة فريق من المحامين.
في يوم الانتخابات الرئاسية لعام 2020، أظهرت الاستطلاعات الأولية في مراكز الاقتراع تقدم دونالد ترامب، حيث فضّل أنصاره الحضور شخصيًا للتصويت رغم جائحة كوفيد-19. ومع ذلك، تقلص هذا التقدم تدريجيًا مع بدء فرز بطاقات الاقتراع المرسلة عبر البريد. استجابةً لطلب مستشاره رودي جولياني، أعلن ترامب في خطاب ألقاه في الساعة الثانية صباحًا ليلة الانتخابات في الغرفة الشرقية بالبيت الأبيض أنه فاز بالانتخابات، معتبرًا أن التقارير عن نتائج فرز الأصوات كانت "احتيالية". وخلال استمرار عمليات فرز الأصوات، أبلغ خبير بيانات الحملة، مات أوتشكوفسكي، ترامب بشكل مباشر أنه سيخسر الانتخابات، بينما حذر مستشار البيت الأبيض بات سيبولون من أن محاولة إبطال نتائج الانتخابات ستكون بمثابة "عمل انتحاري". وفي ظل ولاية المدعي العام آنذاك وليام بي بار، لم تجد وزارة العدل أي دليل على وجود تزوير واسع النطاق في الانتخابات.
توقع رئيس مجلس النواب السابق نيوت جينجريتش أن أنصار ترامب سيصلون إلى "حالة من الغضب الشديد". وشارك هذا الشعور زعيم الجمهوريين في مجلس النواب، كيفن مكارثي، الذي صرّح في مقابلة مع لورا انغرام بأن على الجمهوريين "ألا يلتزموا الصمت حيال هذا الأمر".

### جهود للضغط على مسؤولي ولاية جورجيا
في 3 ديسمبر 2020، استمعت لجنة مجلس الشيوخ في جورجيا للشؤون القضائية لمدة 7 ساعات إلى الفريق القانوني لدونالد ترامب، بمن فيهم رودي جولياني وجون إيستمان، الذين قدموا ادعاءات كاذبة تزعم حدوث تزوير وسوء سلوك في العملية الانتخابية في الولاية، وأكدوا أن المجلس التشريعي لجورجيا يتمتع بسلطة تعيين ناخبين لصالح ترامب. وتم تقديم عرض مشابه إلى لجنة مجلس نواب جورجيا للعلاقات الحكومية. وفي 7 ديسمبر 2020، اتصل ترامب برئيس مجلس نواب جورجيا، ديفيد رالستون، مطالبًا إياه بعقد جلسة خاصة للمجلس التشريعي للولاية بهدف قلب نتائج انتخابات جورجيا.
في أواخر شهر ديسمبر عام 2020 وأوائل شهر يناير عام 2021، حرر جيفري كلارك، مساعد المدعي العام لقسم البيئة والموارد الطبيعية والقائم بأعمال قسم الشؤون المدنية بوزارة العدل، رسالة إلى مسؤولي جورجيا يذكر فيها أن وزارة العدل "قد حددت مخاوف كبيرة ربما أثرت على نتيجة الانتخابات في ولايات متعددة"، وحث المجلس التشريعي لجورجيا على عقد جلسة خاصة "لغرض النظر في القضايا المتعلقة بتعيين ناخبي الرئاسة". عرض كلارك مسودة الرسالة على المدعي العام بالإنابة جيفري روزين ونائبه ريتشارد دونوهيو لتوقيعهما؛ ورفضوا الاقتراح ولم تُرسل الرسالة قط.
في 2 يناير 2021 مارس دونالد ترامب ضغوطًا على وزير خارجية جورجيا، براد رافينسبيرجر، خلال مكالمة جماعية استمرت ساعة واحدة، بهدف تغيير نتائج انتخابات الولاية. خلال المكالمة، قال ترامب لرافينسبيرجر: "ما أريد فعله هو هذا: أريد فقط أن أجد، أمم، 11780 صوتًا، وهو أكثر بصوت واحد من [هامش الهزيمة البالغ 11779 صوتًا]، لأننا فزنا بالولاية." 
في 17 سبتمبر 2021 كتب ترامب رسالة إلى رافينسبيرجر زاعمًا وجود مخالفات في التعامل مع 43 ألف بطاقة اقتراع في مقاطعة ديكالب. وطالب في الرسالة بأن يبدأ رافينسبيرجر "عملية إلغاء التصديق على الانتخابات، أو اتخاذ أي إجراء قانوني صحيح، وإعلان الفائز الحقيقي." 

### إنشاء وثائق انتخابية مزورة
قاد رودي جولياني وجون إيستمان الخطة الرامية إلى تجنيد ناخبين زائفين لدونالد ترامب والضغط على المسؤولين العموميين لقبولهم، وذلك دعمًا لحملة ترامب وبعلم من ترامب نفسه، في حين أن موظفين آخرين في الحملة أعربوا عن شكوكهم بشأن الخطة. وأدت الخطة إلى إنتاج وثائق مزورة في سبع ولايات: أريزونا، وجورجيا، وميشيغان، ونيفادا، ونيومكسيكونيومكسيكو، وبنسيلفانيا، وويسكونسن.
وكما هو معتاد، تم اختيار الناخبين المحتملين الستة عشر لترامب في جورجيا قبل الانتخابات. بعد فوز بايدن بالانتخابات، وقبل أيام من الإدلاء بالأصوات الانتخابية المقرر، تلقى الناخبون الجمهوريون مكالمات تطلب منهم الحضور إلى مبنى الكابيتول بولاية جورجيا للإدلاء بأصوات "بديلة"، ظاهريًا تحسبًا لحكم لصالح ترامب في قضية "تكساس ضد بنسلفانيا". ومع ذلك، تم رفض القضية في يوم 11 من شهر ديسمبر عام 2020، قبل ثلاثة أيام من الموعد المقرر للتصويت الانتخابي، وهي حقيقة حجبها جولياني وكينيث تشيسبورو عن معظم الناخبين المزيفين. ورفض أربعة أعضاء من قائمة الناخبين الجمهوريين المشاركة، بمن فيهم عضو مجلس الشيوخ الأمريكي السابق جوني إيزاكسون، وجرى استبدالهم.
اجتمع ناخبو جورجيا المزيفون في غرفة اجتماعات بمبنى الكابيتول بالولاية في نفس الوقت الذي كان فيه الناخبون الحقيقيون يجتمعون في قاعة مجلس الشيوخ بالولاية. تحقق عضو مجلس الشيوخ بالولاية شون ستيل من هويات الناخبين المزيفين عند دخولهم الغرفة، ولكن ورد أن الاجتماع كان مفتوحًا للجمهور، وتم نشر مقطع فيديو في ذلك اليوم. وعلى عكس بعض الولايات الأخرى، لم تتضمن شهادة التحقق الزائفة في جورجيا لغة تحدد أنه لا يجوز استخدامها إلا إذا فازت حملة ترامب في التقاضي (كانت قضية واحدة بالولاية، "ترامب ضد رافينسبيرجر"، لا تزال قيد النظر في ذلك الوقت). ثم أرسل فريق جولياني وتشيسبورو الوثائق المزورة إلى مجلس الشيوخ الأمريكي وإدارة الأرشيف والوثائق الوطنية.

### خرق معدات الانتخابات في مقاطعة كوفي
في الأسابيع التي تلت الانتخابات، شن ترامب وشركاؤه هجومًا علنيًا على شركة التصويت الإلكترونيدومينيون سيستمز، زاعمين على وجه الخصوص أن بطاقات الاقتراع كانت تُعدل في عملية تُعرف باسم "التحكيم"، والتي تهدف إلى تصحيح الأخطاء الطفيفة. وأكد ترامب أن المشغلين البشريين قادرون على تحويل الأصوات المخصصة له إلى أصوات لصالح بايدن.
في 7 يناير 2021 انتحل شخص صفة ناخب مزيف، حيث تواصل مع المشرفة على الانتخابات في مقاطعة كوفي بشأن الوصول إلى مكتب الانتخابات، وكان برفقته اثنان من عملاء ترامب. وقد تم تسجيل دخولهم إلى المكتب عبر كاميرات المراقبة. وبمساعدة مزعومة من موظفين في شركة تحليل الأدلة الجنائية للبيانات سوليفان ستريكلر، نسخوا بيانات من معدات التصويت. ذكر سكوت هول أحد أنصار ترامب في أتلانتا - في مكالمة هاتفية مسجلة - أن الفريق "قام بمسح كل بطاقة اقتراع ملعونة"، بما في ذلك المعدات، وأنهم "صوروا جميع محركات الأقراص الصلبة" المستخدمة في يوم الانتخابات.
أفادت صحيفة "واشنطن بوست" في سبتمبر 2023 بأن هول أجرى محادثات مع قادة مكتب التحقيقات في جورجيا والمدعي العام الأمريكي للمنطقة الجنوبية من جورجيا في الأسابيع التي تلت انتخابات 2020. وذكر المدعون العامون في جورجيا أن هول أجرى مكالمة هاتفية مدتها 63 دقيقة مع جيفري كلارك في 2 يناير 2021.
تُظهر الرسائل النصية المتبادلة في 19 يناير بين رجلين استأجرهما فريق ترامب القانوني نية استخدام البيانات لإلغاء التصديق على نتائج الانتخابات الرئاسية في جورجيا وكذلك انتخابات الإعادة في جورجيا لعام 2021. كانت الرسائل النصية بين جيم بنروز، مساعد سيدني باول والمسؤول السابق في وكالة الأمن القومي الأمريكية، ودوغ لوغان، الذي قامت شركته سايبر نينجاز لاحقًا بإجراء تدقيق لبطاقات الاقتراع الرئاسية في مقاطعة ماريكوبا لعام 2021.
أصدرت هيئة المحلفين الكبرى الخاصة التي انعقدت في هذه القضية في عام 2022 أمر استدعاء لشركة سوليفان ستريكلر،  وقالت الشركة أنها "محايدة سياسيًا" وأنها قبلت ببساطة عملًا مدفوع الأجر بصفتها متعاقدًا خارجيًا لحملة ترامب. وخلال التحقيق اعترف عميلا ترامب بأن سيدني باول هي من أرسلتهم وأنهما تمكنا من الوصول إلى جهاز تصويت داخل المبنى. واستندت "كاثي لاثام" إحدى الناخبات المزيفات التي رافقتهما في المبنى إلى التعديل الخامس.
من بين المتهمين الـ 18 الذين وجهت لهم لائحة اتهام في 14 أغسطس 2023 يواجه أربعة منهم - باول وهامبتون ولاثام وهول - اتهامات في قضية اختراق مقاطعة كوفي.

### مضايقة العاملين في انتخابات مقاطعة فولتون
بعد الانتخابات ضخم ترامب وجولياني مقطع فيديو أُخرج من سياقه، واستخدموا اللقطات لتقديم ادعاءات لا أساس لها من الصحة بأن روبي فريمان وابنتها واندريا آرشاي موس ارتكبتا تزويرًا في الانتخابات. واتهمهم جولياني بـ "تداول منافذ يو إس بي كما لو كانت قوارير من الهيروين أو الكوكايين" والانخراط في "نشاط غير قانوني متستر"، مستشهدًا بلقطات فيديو تُظهر، وفقًا لموس، السيدتين بالفعل وهما تحملان "حلوى نعناع". تعرضت النساء وأفراد أسرهن لتشويهات عنصرية معادية للسود وتهديدات بالقتل وحذرهم مكتب التحقيقات الفيدرالي بأنهم لن يكونوا في أمان في منزلهم.
قاضت فريمان وموس "جولياني" بتهمة التشهير في المحكمة الجزئية الأمريكية لمقاطعة كولومبيا في ديسمبر 2021. وأثناء استمرار الدعوى القضائية، أدلت موس بشهادتها في جلسة استماع علنية في شهر يونيو عام 2022 أمام اللجنة المختارة بمجلس النواب الأمريكي المعنية بالهجوم على 6 يناير. وذكرت أنه بعد تصريحات جولياني، تعرضت هي وأسرتها لوابل من التهديدات العنصرية، بما في ذلك عبارة "احمدوا الله أنه عام 2020 وليس عام 1920"، في إشارة إلى الإعدام دون محاكمة في الولايات المتحدة. كما أدلت فريمان بشهادتها قائلة: "لا يوجد مكان أشعر فيه بالأمان. لا يوجد مكان. هل تعرفون كيف يكون شعور أن يستهدفكم رئيس الولايات المتحدة؟"  وقالت موس إن الاتهامات الكاذبة الموجهة إليها أثرت على سلامتها "بشكل كبير - بكل الطرق - كل ذلك بسبب الأكاذيب".
أقر جولياني أمام المحكمة بأن تصريحاته حول كل من فريمان وموس كانت "تشهيرًا في حد ذاته"، لكنه أنكر تسببه لهما "في أي أضرار". لعجزه عن تسليم الأدلة التي استدعتها المحكمة في القضية، عاقبه القاضي، وأمره بدفع أكثر من 230 ألف دولار من أتعاب محاميّ فريمان وموس،  وأصدر حكمًا غيابيًا ضده.
في أعقاب محاكمة في الفترة من 11 إلى 15 ديسمبر 2023، أمرت هيئة المحلفين الفيدرالية جولياني بدفع 148 مليون دولار لكل من فريمان وموس، بما في ذلك 75 مليون دولار أضرار تأديبية. بعد عدة أشهر، خسر محاولته لرفض الحكم. رغم أنه تقدم بطلب للإفلاس،  صرح قاضي محكمة الإفلاس في يوليو 2024 بأنه لم يعد يحق له الحصول على الحماية من الإفلاس بسبب افتقاره للشفافية مع المحكمة. نقح جولياني ودائنوه اتفاقهم.

## لائحة الاتهام

مخطط أويلر لفئات التهم التي يواجهها كل متهم

وجهت هيئة محلفين كبرى الاتهام إلى ترامب و18 متهمًا آخر في 14 أغسطس 2023. ويذكر قرار الاتهام 30 متآمرًا لم توجه إليهم اتهامات.  

### التهم
تنقسم التهم الجنائية الأصلية إلى عدة مجموعات:
- انتهاك قانون جورجيا لمكافحة المنظمات المتأثرة بالابتزاز والفساد (RICO). تُعد هذه تهمة شاملة واحدة تتهم جميع المتهمين التسعة عشر بالاشتراك في مشروع إجرامي بهدف إلغاء نتائج الانتخابات الرئاسية الأمريكية لعام 2020 من خلال عرقلة الإدلاء بأصوات الهيئة الانتخابية في جورجيا وعدها. ورد ذكر 161 فعلًا فرديًا لدعم هذا المشروع الإجرامي. تسمح هذه الاتهامات للمحكمة بالنظر في أدلة على أفعال مزعومة في ولايات أخرى.[68]
- التحريض على انتهاك القسم من قبل موظف عمومي وبيانات وكتابات كاذبة لمسؤولين عموميين. تتعلق هذه التهم بادعاءات كاذبة حول تزوير الانتخابات المزعوم. تزعم غالبية هذه التهم ارتكاب أفعال استهدفت أعضاء الجمعية العامة لجورجيا: سبعة في اجتماع لجنة الشؤون القضائية بمجلس الشيوخ، واثنان في اجتماع لجنة الشؤون الحكومية بمجلس النواب، وواحد لرئيس مجلس النواب، وواحد لمحاولة الحصول على موافقة مسؤولي وزارة العدل على خطاب جيفري كلارك. استهدفت أربعة تهم وزير خارجية جورجيابراد رافنسبرغر وموظفيه، وتغطي المكالمة الهاتفية بين ترامب ورافنسبرغر ومراسلة أخرى في سبتمبر 2021. (رفض القاضي تهم التحريض في مارس 2024.[69])
- انتحال صفة موظف عمومي، والتزوير من الدرجة الأولى، وتقديم مستندات كاذبة والشروع في ارتكاب ذلك، وبيانات وكتابات كاذبة في المستندات. تتعلق هذه التهم بالناخبين المزيفين الذين زعموا أنهم ناخبون حقيقيون وقاموا بإنشاء وتوزيع وثيقتين مزورتين: شهادة التحقق وخطابها التعريفي. توجد أيضًا تهمة واحدة تتعلق بملف في القضية الفيدرالية ترامب ضد كيمب. اتُهم الناخبون المزيفون ومقدمو الملفات في القضية الفيدرالية بالجرائم الأساسية، بينما اتُهم آخرون بالتآمر لارتكابها. (رفض القاضي تهم تقديم المستندات الكاذبة في سبتمبر 2024. [3)
- شهادة الزور وبيانات وكتابات كاذبة للمحققين. تهمة واحدة تتعلق بالإدلاء بشهادة زور تحت القسم أمام هيئة المحلفين الكبرى ذات الأغراض الخاصة في مقاطعة فولتن، وأخرى تتعلق بالكذب على المحققين في مكتب المدعي العام لمقاطعة فولتون.
- التآمر لارتكاب كل من تزوير الانتخابات، وسرقة الحاسوب، والتعدي على الحاسوب، وانتهاك خصوصية الحاسوب، والاحتيال على الولاية. تتعلق هذه التهم بخرق معدات التصويت في مقاطعة كوفي بولاية جورجيا.
- التأثير على الشهود ومحاولات ارتكاب ذلك، والتآمر للتحريض على الإدلاء ببيانات وكتابات كاذبة. تتعلق هذه التهم بمحاولة مضايقة والتأثير على روبي فريمان، العاملة في انتخابات مقاطعة فولتون.

### المتهمون
شملت لائحة الاتهام تسعة عشر متهمًا. ومن بين هؤلاء المتهمين، أقر كل من هول، وباول، وتشيزبرو، وإيليس بالذنب مقابل إسقاط بعض التهم.
تشير لائحة الاتهام إلى وجود 30 "متآمرًا غير متهم"، يُزعم أنهم شاركوا في أنشطة إجرامية مشابهة لتلك المنسوبة إلى المتهمين التسعة عشر. لم تُذكر أسماء هؤلاء الأشخاص الثلاثين في لائحة الاتهام، وتمت الإشارة إليهم بالأرقام فقط. ومع ذلك، أجرت وسائل إعلامية مثل سي إن إن، وجست سكيورتي، وواشنطن بوست، وأتلانتا جورنال-كونستيتيوشن تحقيقات مستقلة، حيث قارنت تفاصيل لائحة الاتهام مع معلومات عامة متاحة تتعلق بالأفراد، مما أتاح التعرف على هوية العديد منهم.
تشمل قائمة المتآمرين غير المتهمين البارزين: توم فيتون من منظمة جووديشال ووتش، وبوريس إبشتاين، وهو أحد المقربين من ترامب وجولياني، والمفوض السابق لشرطة مدينة نيويورك برنارد كيريك، والناشط السياسي الجمهوري فيل والدرون، ونائب حاكم ولاية جورجيا الحالي بيرت جونز.
من بين ناخبي جورجيا المزيفين الستة عشر، وردت أسماء ثلاثة ناخبين مزيفين كمتهمين في لائحة الاتهام الحالية، وتم تحديد هوية أربعة آخرين بوصف متآمر غير متهم محدد، في حين لم يرتبط تسعة منهم بشكل قاطع بوصف متآمر غير متهم محدد.

## الإجراءات الأولية

### الاستسلام والحجز
بعد أن أصدرت هيئة المحلفين الكبرى أوامر اعتقال لجميع المتهمين التسعة عشر وفقًا للإجراءات المعتادة، أتاحت ويليس للمدعى عليهم المشاركين فرصة لتسليم أنفسهم طواعية بحلول ظهر يوم 25 أغسطس. فعل الجميع ذلك،  وأُطلق سراح جميعهم بكفالة على الفور باستثناء فلويد. سلم المتهمون أنفسهم إلى سجن مقاطعة فولتون في هذه التواريخ:
- 22 أغسطس: إيستمان [80] وهول [81]
- 23 أغسطس: شيفر، لاثام، [82] سميث، تشيزبرو، [83] جولياني، باول، وإيليس [84]
- 24 أغسطس: ترامب، ميدوز، [85] وفلويد [83]
- 25 أغسطس: رومان، كلارك، ستيل، هامبتون، تشيلي، [86] كوتي، [87] ولي [78]

وافق ترامب على كفالة قدرها 200 ألف دولار في 21 أغسطس. تضمنت شروط إطلاق سراحه المتفاوض عليها مسبقًا استخدام المحامين فقط لمناقشة القضية مع المدعى عليهم المشاركين أو الشهود وعدم ترهيب المدعى عليهم المشاركين أو المتآمرين غير المتهمين أو الشهود على وسائل التواصل الاجتماعي. عندما سلم نفسه استخدم وسيط كفالة لدفع كفالته. التقطت صورة جنائية لترامب،  وهو إجراء لم يكن مطلوبًا في لوائح الاتهام السابقة.
لم يتفاوض فلويد على اتفاق كفالة قبل تسليم نفسه، وبدلًا من ذلك حُجز ثم سُجن. بينما كان في السجن، رفض اتفاق كفالة بالتراضي عرضه مكتب ويليس. في جلسة استماع بالمحكمة في 25 أغسطس، رُفضت كفالته، حيث اعتُبر معرضًا لخطر الهرب بسبب قضية معلقة ضده في ولاية ماريلاند بتهمة الاعتداء الجنحي على عميل مكتب التحقيقات الفيدرالي. وأبلغ المحكمة بأنه غير قادر على تحمل تكاليف محامٍ وغير مؤهل لتعيين محامٍ من قبل المحكمة. حُددت كفالة فلويد بمبلغ 100 ألف دولار في 29 أغسطس، وأُطلق سراحه في اليوم التالي.
حُددت كفالة جولياني بمبلغ 150 ألف دولار؛ وكفالة تشيزبرو، وكلارك، وإيستمان، وإيليس، وفلويد، وميدوز، وباول بمبلغ 100 ألف دولار؛ وكفالة كوتي، ولاثام، ولي، وشيفر بمبلغ 75 ألف دولار؛ وكفالة تشيلي، ورومان، وسميث بمبلغ 50 ألف دولار؛ وكفالة هول، وهامبتون، وستيل بمبلغ 10 آلاف دولار.

### الإستدعاءات
حُدد موعد المثول أمام المحكمة في 6 سبتمبر، لكن جميع المتهمين التسعة عشر تنازلوا عن حقهم في المثول أمام المحكمة ودفعوا ببراءتهم في التواريخ التالية:
- 28 أغسطس: سميث [99]
- 29 أغسطس: باول وكوتي [100]
- 31 أغسطس: ترامب وإيليس [101]
- 1 سبتمبر: جولياني، تشيزبرو، تشيلي، لي، رومان، فلويد، وهول [102]
- 5 سبتمبر: ميدوز، إيستمان، كلارك، لاثام، ستيل، شيفر، وهامبتون [2]

أقر كل من تشيزبرو وإيليس وهول وباول لاحقًا بالذنب.

## إقرارات بالذنب
| الاسم         | التاريخ        | الاعتراف بالذنب                                                     | الحكم |
| ------------- | -------------- | ------------------------------------------------------------------- | --- |
| سكوت هول      | 29 سبتمبر 2023 | التآمر على التدخل المتعمد في أداء الواجبات الانتخابية (5 تهم جنح)   | خمس سنوات تحت المراقبة، غرامة قدرها 5000 دولار، 200 ساعة من الخدمة المجتمعية، اعتذار علني لولاية جورجيا، والإدلاء بشهادة صادقة في المحاكمات المستقبلية. |
| سيدني باول    | 19 أكتوبر 2023 | التآمر على التدخل المتعمد في أداء الواجبات الانتخابية (6 تهم جنح)   | ست سنوات تحت المراقبة، غرامة قدرها 6000 دولار، تعويض قدره 2700 دولار، اعتذار علني لولاية جورجيا، والإدلاء بشهادة صادقة في المحاكمات المستقبلية.         |
| كينيث تشيسبرو | 20 أكتوبر 2023 | التآمر على تقديم وثائق زائفة (تهمة واحدة جناية)                     | خمس سنوات تحت المراقبة، تعويض قدره 5000 دولار، 100 ساعة من الخدمة المجتمعية، اعتذار علني لولاية جورجيا، والإدلاء بشهادة صادقة في المحاكمات المستقبلية.  |
| جينا إليس     | 24 أكتوبر 2023 | المساعدة والتحريض على تقديم بيانات وكتابات كاذبة (تهمة واحدة جناية) | خمس سنوات تحت المراقبة، تعويض قدره 5000 دولار، 100 ساعة من الخدمة المجتمعية، اعتذار علني لولاية جورجيا، والإدلاء بشهادة صادقة في المحاكمات المستقبلية.  |

في البداية، وُجهت إلى سكوت هول وسيدني باول سبع تهم جنائية تتعلق بخرق معدات الانتخابات في مقاطعة كوفي. ومع ذلك، أُسقطت هذه التهم عندما أقر كلاهما بالذنب في تهم أقل خطورة. أقر هول بخمس تهم جنح تتعلق بالتآمر لارتكاب تدخل متعمد في أداء واجبات الانتخابات،  بينما أقرت باول بست تهم تتعلق بالتدخل المتعمد في أداء واجبات الانتخابات.
أما كينيث تشيزبرو، فقد وُجهت إليه في الأصل سبع تهم جنائية تتعلق بعرقلة التصويت الانتخابي. لكنه أقر بالذنب في تهمة جنائية واحدة فقط من بين هذه التهم: التآمر لارتكاب جريمة تقديم وثائق كاذبة. وفي جلسة الاستماع، اعترف بالتآمر مع ترامب ورودي جولياني. كما وافق على تسليم جميع الأدلة الموجودة بحوزته.
وافق الأربعة جميعًا على الإدلاء بشهادة صادقة بخصوص المدعى عليهم؛ وعدم التحدث إلى الشهود أو المدعى عليهم أو وسائل الإعلام؛ وتقديم رسالة إلى المحكمة يعتذرون فيها لولاية جورجيا وشعبها. كتب هول بضع فقرات، بينما كتب كل من باول وتشيزبرو جملة واحدة فقط. قرأت إليس رسالة اعتذارها بصوت عالٍ أمام القاضي.
سيدني باول عملت عن كثب مع الفريق القانوني لحملة ترامب خلال الفترة التي أعقبت الانتخابات، مما يجعل شهادتها ذات أهمية كبيرة. يتوقع أن تقدم معلومات مهمة تتعلق بترامب ورودي جولياني. على الرغم من التزامها بالشهادة ضد المدعى عليهم، يمكن لباول أن تستند إلى التعديل الخامس للدستور الأمريكي لرفض الإجابة عن بعض الأسئلة التي قد تُعرضها للمسؤولية الجنائية. فعلى الرغم من عدم وجود تهم حالية ضدها في جورجيا، إلا أنها قد تواجه تهمًا فيدرالية مستقبلية، إذ تم الإشارة إليها في لائحة الاتهام الفيدرالية المتعلقة بعرقلة الانتخابات بوصفها المتآمرة رقم 3.
روجت باول لاحقًا لادعاءات بأن المدعية العامة في جورجيا فاني ويليس "ابتزتها" للإقرار بالذنب، على الرغم من أنها ذكرت في ملف للمحكمة أن إقرارها بالذنب كان طوعيًا، واستمرت في الادعاء بأن الانتخابات كانت مزورة.
أما المتهمون الآخرون، مثل كاثرين رومان، ومايكل تشيلي، وراي هامبتون، وثلاثة متهمين آخرين على الأقل، فقد رفضوا صفقات الإقرار بالذنب المشابهة. وبحلول 25 أكتوبر 2023، لم تُعرض صفقة على جون إيستمان. وفي 27 نوفمبر طلب تمديدًا للموعد النهائي الخاص بالصفقات. وأفادت صحيفة "الغارديان" بأن المدعين لا يعتزمون تقديم صفقات إقرار بالذنب إلى دونالد ترامب، أو رودي جولياني، أو مارك ميدوز.

### تسريب فيديو بروفير
أجرى الأربعة الذين أقروا بالذنب مقابلات مسجلة. سرب محامي هامبتون "جوناثان ميلر الثالث" مقاطع الفيديو الخاصة بالإفادة إلى وسائل الإعلام،  ونُشرت أجزاء منها في 13 نوفمبر:
- 29 سبتمبر: اشتكى سكوت هول من عدم تعويضه عن رحلته إلى مقاطعة كوفي في 7 يناير 2021، التي وصفها بالمزاح والتسلية. وأشار إلى أن روبرت تشيلي كان العقل المدبر للخرق وسعى للعثور على روبي فريمان.
- 18 أكتوبر: ذكرت سيدني باول أن رودي جولياني ناقش في اجتماع مع ترامب في ديسمبر 2020 الوصول إلى معدات التصويت. وأكدت اعتقادها بوجود "تزوير آلي" رغم جهلها بتفاصيل عمل الآلات. وأشارت إلى اقتراح استخدام الجيش للاستيلاء على الآلات، لكنها قالت إن ميدوز رفض الفكرة. ونفت علاقتها بخرق مقاطعة كوفي.
- 20 أكتوبر: أفاد كينيث تشيزبرو بحضوره اجتماعًا في المكتب البيضاوي ناقش قضايا ويسكونسن وأريزونا. وأكد دوره في إرسال شهادات قائمة الناخبين المزيفين، وتعاونه مع جون إيستمان في تحرير مذكرة إستراتيجية.
- 23 أكتوبر: ذكرت جينا إليس أن دان سكافينو قال إن ترامب لن يغادر منصبه. وأضافت أن راي سميث طلب لقطات أمنية من مركز فرز الأصوات في أتلانتا، تضمنت صورًا لموس وفريمان.

في اليوم التالي لنشر مقاطع الفيديو، طلبت ويليس أمر حماية عاجلًا بشأن مواد الاكتشاف، مؤكدة أن التسريب كان يهدف إلى ترهيب الشهود. وافق محامي الدفاع على تصنيف بعض المواد كمواد "حساسة"، لكن مكافي رفض التصعيد الإعلامي للقضية قبل المحاكمة. وفي 16 نوفمبر أصدر مكافي أمر الحماية.

## طلبات ما قبل المحاكمة
في صباح 24 أغسطس 2023 قبل استسلام ترامب المخطط له، فُتحت الأوراق لتولي ستيفن سادو من درو فيندلينغ منصب المستشار القانوني الرئيسي لترامب. وفي 10 أكتوبر جادلت ويليس بأنه لا ينبغي حماية مذكرات تشيزبرو الخمس بامتيازات علاقة المحامي بالعميل (كما طلب محاموه)،  كونها لم تتضمن نصائح حول التقاضي بل تضمنت إستراتيجية سياسية لعرقلة انتقال السلطة إلى بايدن.
نشر فلويد إشارات إلى كل من وزير الخارجية براد رافنسبيرجر وعاملة الاقتراع السابقة في مقاطعة فولتون روبي فريمان على وسائل التواصل الاجتماعي وتحدث في ملفات صوتية (بودكاست)، مما يشير إلى انتهاكه لاتفاق الكفالة الخاص به. وفي 15 نوفمبر طلبت ويليس من القاضي مكافي إلغاء كفالة فلويد وإعادته إلى السجن. وقرر القاضي عدم إلغاء الكفالة على الرغم من موافقته أن فلويد قد انتهك شروط الكفالة. وطلب من النيابة والدفاع الاتفاق على كيفية مراجعة شروط الكفالة لمعالجة كيفية حماية السلامة العامة بشكل أكثر وضوحًا.
عُقدت جلسة استماع تمهيدية للمحاكمة في 1 ديسمبر. وكان القاضي مكافي قد حدد هذا الموعد مسبقًا كموعد نهائي لتقديم أي طلبات قبل المحاكمة من قبل المدعى عليهم المشاركين (باستثناء تشيزبرو وباول).

### محاولات رفض التهم
في مذكرة قُدمت في 19 أغسطس، طالب ميدوز برفض القضية، مستندًا إلى حماية المصالح الفيدرالية، وحصانته بموجب التعديلين الدستوريين الأول والرابع عشر. كما حذرت المذكرة من تداعيات السماح للولايات بمقاضاته عن أفعاله خارجها. وطلب ترامب رفض عدة تهم في ملف مؤرخ في 11 سبتمبر.
قالت باول إن مراجعة نظام التصويت كانت قانونية بموافقة مقاطعة كوفي. وفي 5 أكتوبر رفض القاضي مكافي طلبها بإسقاط التهم، مشيرًا إلى ضيق الوقت قبل المحاكمة. جادل محامو باول وتشيزبرو بعدم صحة تهمة قانون "ريكو"،  وأكد تشيزبرو أن الناخبين المؤيدين لترامب كانوا موظفين عموميين بموجب القانون الفيدرالي. في 17 أكتوبر، رفض مكافي إسقاط التهم، معتبرًا أنها ليست "معيبة" رغم اعتراضات تشيزبرو القانونية.
في 8 يناير 2024 طلب ترامب رفض التهم الجنائية الموجهة إليه، مستندًا إلى "الحصانة الرئاسية". وأكد فريقه أن الأفعال الموصوفة في لائحة الاتهام كانت جزءًا من مسؤولياته الرسمية كرئيس.
في 19 يناير 2024 مثل فلويد لجلسة استماع بشأن طلباته الرامية إلى إسقاط التهم. وصرح مكافي في 28 مايو بأنه يمكن لفلويد مواصلة جهوده للوصول إلى أكثر من 500 ألف بطاقة اقتراع من مقاطعة فولتون، والتي يقول فلويد إنه يتوقع أن تقدم دليلًا على تزوير الناخبين. يزعم فلويد أنه كان قلقًا حقًا بشأن التزوير، وبالتالي فإن التهم الموجهة إليه باطلة.
في 28 مارس 2024 كان من المقرر أن يستمع مكافي إلى حجج محامي ترامب بناءً على التعديل الأول وإلى حجج محامي شيفر بناءً على تأكيدهم بأن سلوك شيفر كان قانونيًا. في 4 أبريل رفض مكافي ادعاء ترامب بأن تصريحاته محمية باعتبارها خطابًا سياسيًا.

### محاولات الإحالة إلى المحكمة الفيدرالية

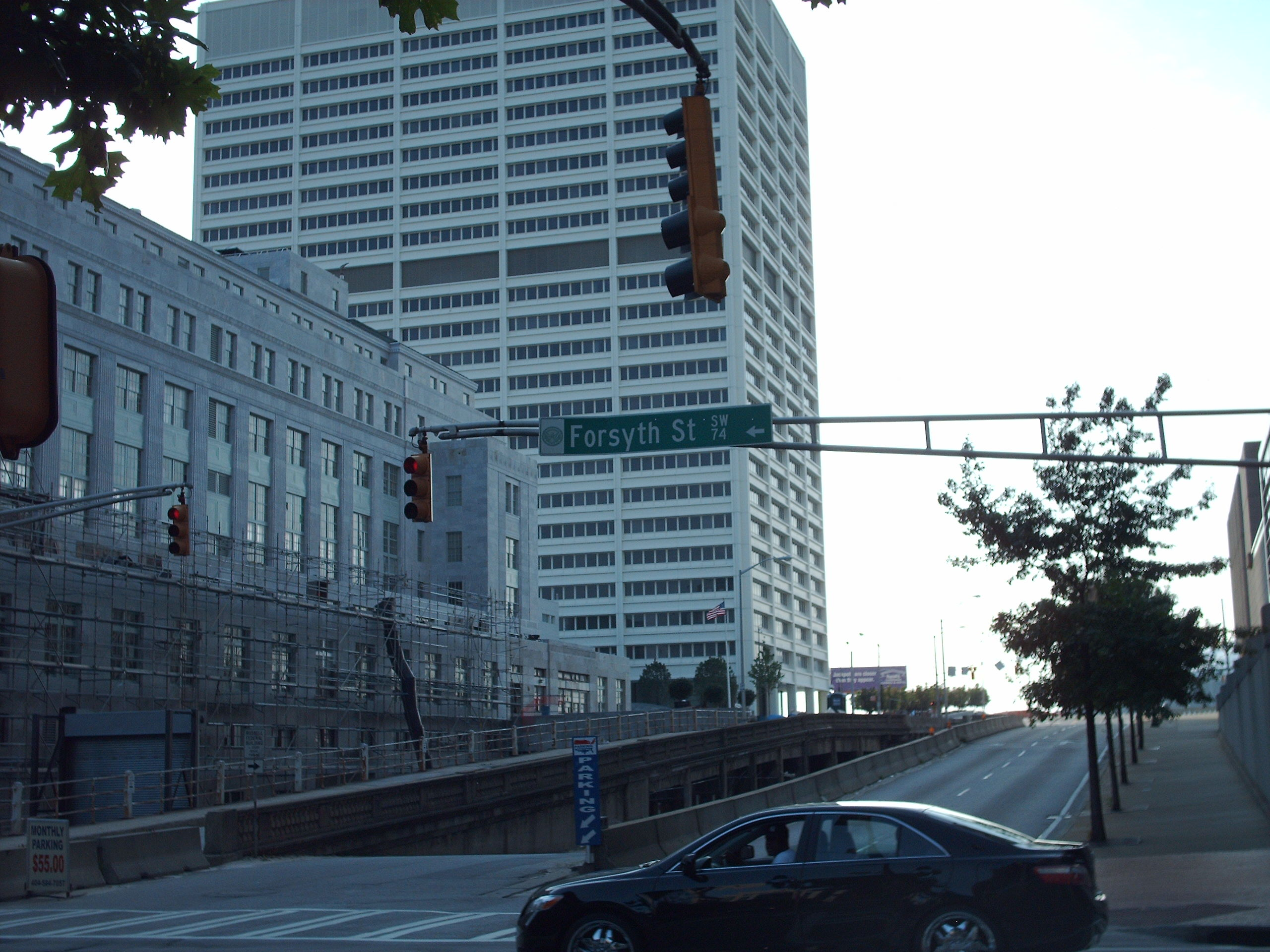
استمعت محكمة المنطقة الأمريكية للمنطقة الشمالية من ولاية جورجيا (مقر المحكمة في الصورة) إلى إجراءات الإزالة الفيدرالية

طلب خمسة متهمين من المحكمة الفيدرالية الأمريكية للمقاطعة الشمالية في جورجيا نقل قضاياهم إلى محكمة فيدرالية يُطلق عليها "النقل"، رغم أن التهم ستظل بموجب قانون ولاية جورجيا. يشمل النقل توسيع نطاق هيئة المحلفين وحظر الكاميرات في قاعة المحكمة. ترأس القاضي ستيف س. جونز جلسات الاستماع. رفض جونز طلبات ميدوز وكلارك لتأجيل اعتقالهما، فاستسلما لمحكمة جورجيا في أغسطس 2023 قبل سماع طلبات النقل. رُفضت طلبات النقل الخاصة بالمتهمين الخمسة جميعًا في سبتمبر 2023.
في 15 أغسطس 2023 قدم ميدوز طلبًا لنقل قضيته إلى المحكمة الفيدرالية، مدعيًا حصانته من الملاحقة القضائية أثناء خدمته كرئيس لموظفي البيت الأبيض. عُقدت جلسة استماع في 28 أغسطس. ورفضت القاضية جونز طلبه في 8 سبتمبر، وأكدت عدم استيفائه الحد الأدنى للنقل. استأنف ميدوز الحكم أمام محكمة الاستئناف في 9 سبتمبر وطلب تعليقًا طارئًا،  لكنه رفض في 12 سبتمبر. في 15 ديسمبر عقدت محكمة الاستئناف جلسة استماع ورفضت الطلب في 18 ديسمبر. في 2 يناير 2024 طلب ميدوز جلسة استماع من جميع القضاة في محكمة الاستئناف،  لكن تم رفضه في 28 فبراير. في 26 يوليو طلب محاموه من المحكمة العليا الاستماع إلى طلبه استنادًا إلى قرار "ترامب ضد الولايات المتحدة"،  مع تمديد مهلة الرد حتى 3 أكتوبر. ستقرر المحكمة العليا في 8 نوفمبر ما إذا كانت ستستمع إلى استئنافه.
في 21 أغسطس 2023 تقدم كلارك بطلب لنقل قضيته إلى المحكمة الفيدرالية. وزعم أنه يستحق نفس الحماية من الملاحقة القضائية على مستوى الولاية التي ادعاها ميدوز، وذلك لكونه كان يشغل منصبًا مسؤولًا في وزارة العدل في ذلك الوقت. وجادل في ملفه، بالإضافة إلى ذلك، بضرورة نقل القضية بأكملها إلى المحكمة الفيدرالية لجميع المدعى عليهم. وعقدت جلسة استماع بشأن طلب نقل قضية كلارك في 18 سبتمبر. وفي 29 سبتمبر رفض القاضي الطلب،  فاستأنف كلارك قرارها في 9 أكتوبر.
قدَّم المدعى عليهم شيفر ولاثام وستيل، في أغسطس 2023 طلباتٍ لنقل القضية إلى المحكمة الفيدرالية. مؤكدين أنهم اجتمعوا بصفتهم ناخبين بدلاء "بتوجيه من" ترامب عبر محاميه، مما يجعلهم موظفين فيدراليين. وفي جلسة استماعٍ عُقدت في 20 سبتمبر، جادل محاموهم بأن قانون تعداد الأصوات الانتخابية لعام 1887 قد سمح قانونًا بالإدلاء بأصوات انتخابية طارئة لأن قضية محكمة تابعة لولاية جورجيا كانت لا تزال قيد النظر بعد التاريخ المحدد للملاذ الآمن، أي بستة أيام قبل تاريخ التصويت الانتخابي. وفي 29 سبتمبر رفض القاضي الطلب مشيرًا إلى أن القانون الفيدرالي لا ينشئ في الواقع صراحةً منصب الناخب الطارئ. وفي 6 أكتوبر استأنف شيفر ولاثام وستيل.
على الرغم من أن ترامب أشار رسميًا إلى أنه قد يسعى إلى النقل إلى المحكمة الفيدرالية،  إلا أنه أبلغ المحكمة في 28 سبتمبر 2023، أي في اليوم السابق للموعد النهائي لطلب النقل، بأنه لن يفعل ذلك.

### المحاكمة السريعة وطلبات التعويض
في 23 أغسطس، طلب تشيسبورو محاكمة سريعة بموجب قانون المحاكمة السريعة في جورجيا. حدد القاضي موعد محاكمته في 23 أكتوبر، آخذًا باقتراح ويليس. (طلبت ويليس أيضًا محاكمة جميع المتهمين التسعة عشر بسرعة معًا في هذا التاريخ، لكن القاضي لم يتناول طلبها على الفور). في 25 أغسطس، طلبت بأول أيضًا محاكمة سريعة.
في 6 سبتمبر عُقدت جلسة استماع، وهي الأولى التي تُبث تلفزيونيًا في القضية، لمعالجة طلباتهم بفصل قضاياهم عن بعضهم البعض وعن المتهمين الآخرين. (أكدت بأول أنه ليس لديها "أي ارتباط موضوعي" بأي متهم آخر). رفض القاضي مكافي طلبات تشيسبورو وبأول بالفصل عن بعضهما البعض،  وحُددت محاكمة بأول في نفس يوم محاكمة تشيسبورو. في 29 سبتمبر أخبر المدعي الخاص "ناثان وايد" مكافي بأن مكتب المدعي العام سيقدم صفقات إقرار بالذنب لتشيسبورو وبأول. قبلت بأول صفقة في 19 أكتوبر. قبل تشيسبورو صفقة في 20 أكتوبر.
أبلغ ترامب المحكمة في 24 أغسطس بأنه يعارض محاكمة سريعة،  وقدم طلبًا بالفصل في 31 أغسطس. في 27 نوفمبر طلب إيستمان أن تُجرى محاكمته قبل محاكمة ترامب،  وقال ميدوز إنه يريد أن تُجرى محاكمته بمفرده.

### رفض تهمتي التحريض والوثائق المزورة
في 13 مارس 2024 رفض القاضي مكافي ستة اتهامات، منها ثلاثة اتهامات ضد ترامب. تعاملت الاتهامات المرفوضة مع التماس مسؤولين عموميين، بمن فيهم وزير خارجية جورجيا براد رافينسبيرجر ورئيس مجلس نواب جورجيا آنذاك ديفيد رالستون، لانتهاك أيمانهم. قال القاضي إن النيابة لم تذكر تفاصيل كافية "لتزويد المدعى عليهم بمعلومات كافية لإعداد دفاعاتهم بذكاء". أشار القاضي إلى أن النقص "يمكن تداركه بسهولة"، ولكن نظرًا لأن معايير لوائح الاتهام في جورجيا تُعد أكثر صرامة من المعايير الفيدرالية، فإن الاتهامات لا يمكن توضيحها خلال إجراءات المحكمة، ولكنها ستحتاج إلى لائحة اتهام جديدة من هيئة محلفين كبرى. ترك الأمر الاتهامات الأخرى سليمة.
في 12 سبتمبر 2024 رفض مكافي ثلاثة اتهامات أخرى تتعلق بتقديم وثائق كاذبة، كان اثنان منها بسبب تقديم وثائق انتخابية كاذبة إلى محكمة المقاطعة الأمريكية الفيدرالية للمنطقة الشمالية من جورجيا، والآخر كان بسبب تقديم في قضية "ترامب ضد كيمب" في نفس المحكمة. قضى مكافي بأنه نظرًا لأن الوثائق قُدمت في محكمة فيدرالية، فلا يمكن مقاضاتها بموجب قوانين الولاية.

## إجراءات بشأن مخالفات النيابة العامة
بعد أن كشف أحد المدعى عليهم المشاركين معلومات حول علاقة رومانسية بين المدعية العامة للمقاطعة فاني ويليس والمدعي الخاص ناثان ويد، قضى القاضي مكافي بوجوب مغادرة أحدهما للقضية، فغادر ويد. ولاحقًا قضت محكمة الاستئناف في جورجيا بوجوب عزل ويليس أيضًا. أدت هذه المسألة إلى تأخير القضية طوال عام 2024.

### خلفية
في 8 يناير 2024 قدم محامي مايك رومان إلى المحكمة ادعاءً بوجود علاقة رومانسية بين فاني ويليس وناثان ويد. كانت ويليس قد وظفت ويد كمدع خاص في قضية ترامب في نوفمبر 2021. أكد الملف أن ويليس ذهبت في إجازات مع ويد، وبالتالي استفادت ويليس من توظيفه، وهو ما سيكون تضارب مصالح. طلب الملف إسقاط التهم الموجهة ضد رومان. كما طلب عزل ويليس من القضية؛ قال مكتب ويليس إنه سيتقدم بطلب لرفض هذا الطلب. في 25 يناير انضم ترامب إلى جهود رومان بتقديم شكوى مماثلة.
كان ويد متورطًا في نفس الوقت في إجراءات طلاق من زوجته جويسلين التي بدأت أيضًا في نوفمبر 2021. في 8 يناير 2024 استدعى محامو جويسلين ويليس للإدلاء بشهادتها في قضية الطلاق. في 19 يناير قدمت جويسلين في قضية طلاقها أن ناثان اشترى رحلة في عام 2022 لنفسه ولويليس إلى ميامي مع رحلة بحرية في رويال كاريبيان ورحلة في عام 2023 إلى سان فرانسيسكو وفندق في وادي نابا. حضرت أيضًا كلارا بومان (التي يُزعم أنها والدة ناثان). في 22 يناير رفع قاضٍ في المحكمة العليا بمقاطعة كوب السرية عن سجلات طلاق ويدز المستمر. لم تتضمن السجلات التي رُفعت عنها السرية أي إشارة إلى علاقة غرامية مزعومة بين ناثان وويليس. في 30 يناير توصل ناثان وجويسلين ويد إلى اتفاق مؤقت بشأن بعض قضاياهم. كان من المقرر أن يدلي كل من ويليس وناثان بشهادتهما في طلاق ويدز لكن لم تعد هناك حاجة إلى إفاداتهما.
في 14 يناير أدلت ويليس بأول تعليقاتها العلنية حول هذا الادعاء، قائلة إن ويد مؤهل لدوره ويتقاضى نفس المعدل الذي يتقاضاه المدعيان الخاصان الآخران في القضية. وفقًا لصحيفة نيويورك تايمز لم يكن لدى ويد خبرة ادعاء سابقة تذكر بخلاف عمله لمدة عام تقريبًا في أواخر التسعينيات في مكتب محامي مقاطعة كوب الذي يتولى مقاضاة الجنح ومخالفات المرور.

### جلسة المحكمة العليا والحكم
في 18 يناير ومع إصرار ويليس على عدم التنازل عن منصبها،  حدد القاضي مكافي موعدًا لسماع دعوى رومان الرامية إلى عزلها من القضية. وفي 2 فبراير وهو الموعد النهائي الذي حددته المحكمة لرد ويليس على الادعاء،  اعترفت بوجود علاقة شخصية تربطها بويد منذ عام 2022 إلا أنها نفت وجود أي تضارب في المصالح المالية أو الشخصية، وزعمت عدم وجود أي مبرر لعزلها. وفي 15 فبراير تم استدعاء كل من ويليس وويد للإدلاء بشهادتيهما في الجلسة.
في 5 فبراير قدَّم سبع عشرة خبيرًا في أخلاقيات المهنة ومدعون عامون سابقون ومحامون دفاع مذكرةٍ إلى القاضي مكافي، اعتبروها "صديقة للمحكمة". وخلص هؤلاء الخبراء إلى أنه حتى لو صحت جميع ادعاءات رومان، فإنها لن تقترب من مستوى يبرر عزل ويليس عن القضية أو إسقاط التهم الموجهة إليه.
في 12 فبراير صرّح القاضي مكافي بأنه سيدرس إمكانية عزل ويليس عن القضية إذا تبين وجود تضارب في المصالح المالية. وأوضح مكافي أن ليس كل الشكاوى التي تقدَّم بها رومان ذات صلة بالقضية، وأنه سيقتصر في جلسة الخامس عشر من فبراير على دراسة تفاصيل العلاقة بين ويليس وويد، وذلك لتحديد ما إذا كانت هذه العلاقة قد أسفرت عن أي منافع مالية.
في اليوم الأول من جلسة الاستماع، استفسر محامو رومان عن صدق ما جاء في إفادة المدعين الخطية حول موعد بدء علاقتهم العاطفية. وفي 27 فبراير، شهد تيرنس برادلي، الشريك القانوني السابق لويد، بأنه لا علم لديه بموعد بداية العلاقة بين ويد وويليس. ورغم أن برادلي قد أبلغ فريق الدفاع مسبقًا،  بأن العلاقة بدأت في "أواخر عام 2019"، إلا أنه صرح بأنه قد "تخمّن بعض الأمور". وفي 4 مارس طلب محامو شيفر استدعاء سيندي لي ييجر، نائبة رئيسة المدعين العامين في مقاطعة كوب، إذا ما أعاد مكافي فتح الجلسات.
في 15 مارس، أصدر القاضي سكوت مكافي حكمًا يقضي بوجوب انسحاب ويليس (و مكتبها) أو ويد من القضية، مُعللًا ذلك بأن علاقتهما أفضت إلى "مظهر كبير من مظاهر عدم المهنية". ووصف القاضي تصرفات ويليس بأنها "خطأ فادح في التقدير"، واعتبر شهادتها خلال جلسة الاستماع المتعلقة بالأدلة "غير مهنية"، مع تأكيده على أن "مجرد اتخاذ خيارات سيئة - حتى بشكل متكرر" لا يكفي لإثبات وجود تضارب حقيقي في المصالح بموجب قانون ولاية جورجيا. وبناءً على عدم وجود أدلة كافية تثبت أن ويليس قد "اكتسبت مصلحة شخصية في المحاكمة، أو أن ترتيباتها المالية قد أثرت بأي شكل من الأشكال على القضية"، خلص القاضي مكافي إلى عدم وجود تضارب حقيقي في المصالح. وقدم ويد استقالته من القضية في وقت لاحق من ذلك اليوم.
عرضت قناة أيه بي سي برنامج صباح الخير يا أمريكا مقابلة مع ويد بشأن هذه المسألة في 6 مايو.

### الاستئناف

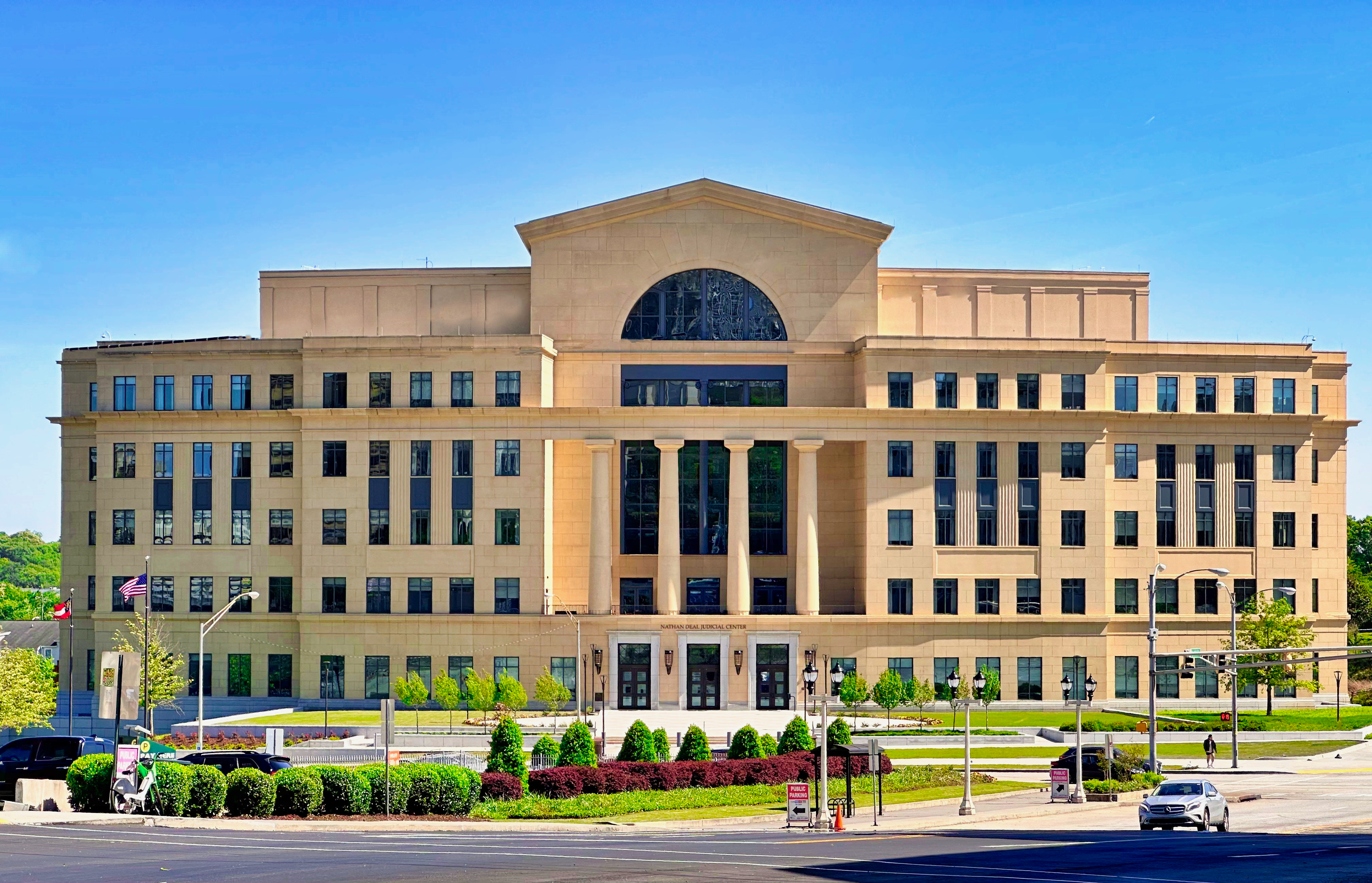
تم البت في الاستئناف من قبل محكمة الاستئناف في جورجيا (مقرها في الصورة).

بعد أن استقال ويد امتثالًا لحكم مكافي الصادر في 15 مارس، استمر ترامب في مساعيه لعزل فاني ويليس من القضية أيضاً. في 20 مارس سمح مكافي لترامب بالتوجه إلى محكمة الاستئناف في جورجيا، على الرغم من أن مكافي أوضح أن استئناف ترامب لهذه المسألة لن يؤخر "العديد من الطلبات التمهيدية الأخرى غير ذات الصلة المعلقة" التي كان مكافي يتناولها. في 29 مارس قدم ترامب الاستئناف. وفي 8 أبريل طلبت ويليس من المحكمة رفضه.
في 8 مايو أعلنت محكمة الاستئناف في جورجيا أنها ستنظر في الاستئناف لعزل ويليس، وفي 5 يونيو أوقفت قضية الابتزاز الانتخابي حتى تتمكن أولًا من البت في شأن ويليس. وبينما تعتمد مثل هذه القضايا عادةً على المذكرات القانونية، طلب فريق ترامب من المحكمة الاستماع إلى المرافعات الشفوية. حُددت المرافعات الشفوية مبدئيًا في 4 أكتوبر أمام القضاة "إي. ترينتون براون الثالث"، و"بنجامين أيه. لاند"، و"تود ماركل"،  ثم تأجلت إلى 5 ديسمبر، ثم أُلغيت.
في 19 ديسمبر، قضت محكمة الاستئناف في ولاية جورجيا بعدم أهلية المدعية العامة ويليس، بأغلبية صوتين مقابل صوت واحد. أشار القرار إلى أن ويليس كانت مكلفة بمسؤولية خاصة بصفتها مدعية عامة لاتخاذ قرارات تخدم المصلحة العامة، بخلاف المحامي الخاص. كما رأت المحكمة أن "الإجراء العلاجي الذي اتخذته المحكمة الابتدائية... لم يُسهم بشيء في معالجة مظهر عدم اللياقة الذي كان قائمًا أثناء ممارسة المدعية العامة ويليس لصلاحياتها التقديرية الواسعة قبل المحاكمة بشأن تحديد من يتم مقاضاته وما هي التهم الموجهة إليه." كتب القاضي المعارض أن هذا التحديد يقع بشكل صحيح ضمن تقدير المحكمة الابتدائية، وليس محكمة الاستئناف، مشيرًا إلى أن الأغلبية حكمت "دون الاستشهاد بأي سلطة قانونية داعمة، وعلى ما يبدو للمرة الأولى في تاريخ ولايتنا، بأن مجرد وجود "مظهر" من مظاهر عدم اللياقة، بحد ذاته، يكفي لعكس رفض المحكمة الابتدائية لتنحية المدعية العامة ومكتبها بالكامل [التشديد في الأصل]."  وفي اليوم نفسه لصدور الحكم استأنف مكتب المدعية العامة ويليس أمام المحكمة العليا في جورجيا.
إذا أُيّد الحكم فسيتطلب ذلك اختيار مدعٍ بديل من قبل المدير التنفيذي لمجلس المدعين العامين في جورجيا لمواصلة القضية. يمكن أن يكون هذا إما مدعيًا عامًا، مثل مدعٍ عام آخر أو المدعي العام لجورجيا؛ أو محاميًا يعمل لدى مجلس المدعين العامين نفسه؛ أو محاميًا خاصًا.

## المحاكمات المحتملة
لن تُجرى محاكمة كل من هول، وبأول، وتشيسبورو، وإيليس لأنهم أقروا بالذنب.
ما تزال محاكمة المتهمين الخمسة عشر الآخرين غير محددة، بينما تنظر محكمة الاستئناف في جورجيا في قرار عزل فاني ويليس عن القضية. وحتى 19 ديسمبر 2024، لم يُعين مدعٍ عام للقضية. ولا يزال من غير الواضح ما إذا كان أي شخص سيقبل تولي هذا الدور، نظرًا لأن ترامب سيُؤدي اليمين الدستورية كرئيس في يناير 2025، رغم عدم وجود قاعدة تمنع محاكمة رئيس أثناء توليه منصبه.
في 1 يوليو 2024، قضت المحكمة العليا بأن الرؤساء السابقين يتمتعون بالحصانة من الملاحقة الجنائية عن الأفعال التي تُعد "رسمية". بالإضافة إلى ذلك، لا يمكن استخدام أدلة تتعلق بهذه الأفعال الرسمية لمقاضاتهم على أفعال أخرى. وسيؤثر هذا القرار على مقاضاة جورجيا بطرق مختلفة. فعلى سبيل المثال، لم يعد بالإمكان استخدام مقابلات ترامب مع محامي وزارة العدل (بما في ذلك المدعى عليه المشارك جيفري كلارك) كأدلة في محاكمة جورجيا،  مما يزيد من تعقيد القضية ضد ترامب وكلارك. وتتفاقم هذه المشكلة إذا أصبح كلارك مدعيًا عامًا في إدارة ترامب الثانية،  رغم أن ترامب عيّن بام بوندي لشغل منصب المدعي العام اعتبارًا من ديسمبر 2024.

### التاريخ والمدة
في 16 أغسطس 2023، قدمت فاني ويليس طلبًا لمحاكمة جميع المتهمين معًا بدءًا من 4 مارس 2024. وأوضح الملف أن هذا الجدول الزمني اختير لتجنب التعارض مع مواعيد محاكمات ترامب المحددة مسبقًا في قضايا أخرى، مع الحفاظ في الوقت ذاته على مصلحة ولاية جورجيا والجمهور في تسوية سريعة للتهم. حُدد تاريخ المحاكمة المطلوب ليكون بعد نحو شهرين من بدء موسم الانتخابات التمهيدية الرئاسية للحزب الجمهوري لعام 2024، وقبل يوم واحد من الثلاثاء الكبير. وأعرب مايكل ج. مور، المدعي العام الأمريكي السابق لولاية جورجيا، عن شكوكه بشأن إمكانية استكمال الطلبات وإجراءات الكشف عن الأدلة في هذه الفترة الزمنية القصيرة، وما إذا كانت ويليس تعتقد حقًا أن القضية ستكون جاهزة بحلول مارس. وقال: "أعتقد أن هذه مجرد خطوة دعائية".
في أوائل سبتمبر، أثناء مناقشة إمكانية محاكمة جميع المتهمين معًا في الموعد المستعجل المحدد لكل من تشيزبرو وباول، قدّر المدعون أن محاكمة تشمل 19 متهمًا ستتطلب عملية اختيار طويلة لهيئة المحلفين تليها محاكمة تستمر لمدة أربعة أشهر وتشمل استدعاء 150 شاهدًا. ورد القاضي مكافي بتوقعه أن تستغرق مثل هذه المحاكمة وقتًا أطول،  وأكد لاحقًا أن المتهمين الآخرين لن يشاركوا تشيزبرو وباول في موعد محاكمتهما.
تقرر بدء محاكمة تشيزبرو وباول في 23 أكتوبر،  وأمر القاضي مكافي بحضور مئات من المحلفين المحتملين ابتداءً من 20 أكتوبر. ومع ذلك أقرا المتهمان بالذنب قبل وقت قصير من بدء اختيار هيئة المحلفين.
في نوفمبر 2023 اقترحت فاني ويليس بدء المحاكمة في 5 أغسطس 2024، متوقعة أن تستمر حتى أوائل عام 2025. وأشارت إلى احتمال تأخر محاكمة ترامب بسبب "محاكماته الجنائية الأخرى"، لكنها أكدت على حق المتهمين الآخرين في "محاكمة سريعة". وعلى وجه التحديد كان من المتوقع أن يستأنف ترامب وهو ما حدث فعلًا على محاكمته الفيدرالية المتعلقة بعرقلة الانتخابات، التي كانت مقررة حينها في مارس 2024. كما كان من المتوقع أن يؤدي هذا الاستئناف إلى تأجيل المحاكمات في نيويورك وفلوريدا، المقرر إجراؤهما في مارس ومايو على التوالي،  إلا أن هذه القضايا تأخرت لأسباب أخرى. تأخرت محاكمة نيويورك لفترة قصيرة فقط، واختتمت في 30 مايو.
في يناير 2024، ونظرًا لأن شون ستيل كان يخدم في جمعية جورجيا العامة،  فقد أُعطي وقتًا إضافيًا لتقديمات ما قبل المحاكمة. وقدّم ستة التماسات وعقد جلسة استماع في مايو.

### الإجراءات والشهود المحتملين
على عكس الإجراءات في لوائح الاتهام الثلاث الأخرى الموجهة ضد ترامب، حيث لم يُسمح بالتصوير الفوتوغرافي، ستبث وقائع محاكمة جورجيا مباشرة عبر يوتيوب، كما سيسمح للصحفيين باستخدام هواتفهم داخل قاعة المحكمة. ومع ذلك ستظل هيئات المحلفين مجهولة الهوية على الأقل حتى انتهاء المحاكمة،  وستحظى بتدابير أمنية مشددة.
أثناء التحضير لمحاكمة تشيزبرو وباول، قدم المدعون طلبًا لاستدعاء عدة شهود، من بينهم بوريس إبشتين، ولين وود، وعدد من مسؤولي الحزب الجمهوري في ولايات أخرى،  إضافة إلى منظّر المؤامرة ألكس جونز (الذي أفاد محاميه بأنه سيستند إلى التعديل الخامس)،  ورئيسة اللجنة الوطنية الجمهورية رونا مكدانييل.
وفي ديسمبر 2023 ذكرت صحيفة أتلانتا جورنال-كونستيتيوشن أن قائمة شهود الادعاء التي تضم حوالي 200 شخص شملت نائب الرئيس السابق مايك بنس، والمدعي العام السابق وليام بي بار، والمدعي العام بالإنابة السابق جيفري روزين ونائبه ريتشارد دونوجو، وعضو الكونغرس سكوت بيري، ومستشار ترامب السابق ستيف بانون.

## ردود الفعل
بدأ الجمهوريون في مجلس النواب الأمريكي تحقيقًا في ويليس قبل ساعات من تسليم ترامب نفسه، كتب عضو الكونجرس جيم جوردن إليها يسألها عما إذا كانت قد نسقت مع تحقيق المستشار الخاص سميث أو استخدمت أموالًا فيدرالية في تحقيقها. طالب جوردن ويليس بتقديم الوثائق والمراسلات بحلول 7 سبتمبر. كتبت ويليس إلى جوردن في 7 سبتمبر أن رسالته تضمنت "معلومات غير دقيقة وبيانات مضللة"، مدعية أنه يسعى إلى "عرقلة إجراءات جنائية في جورجيا وتقديم تحريفات شائنة" دون سلطة دستورية، لتحقيق مكاسب سياسية شخصية.
اقترح بعض المشرعين الجمهوريين في جورجيا، وعلى رأسهم عضو مجلس الشيوخ بالولاية كولتون مور، عقد جلسة تشريعية خاصة للنظر في مساءلة ويليس. تتطلب هذه الخطوة موافقة الديمقراطيين، بينما قال الحاكم الجمهوري برايان كيمب إنه يعارضها لمنع "مسرحية سياسية لا تؤدي إلا إلى إثارة المشاعر في الوقت الحالي" و"بعض عمليات الاحتيال المخادعة" لجمع التبرعات للحملات الانتخابية لمور.
في مايو 2023، سنّ الجمهوريون في جورجيا قانونًا أنشأ لجنة مخولة بتأديب أو عزل المدعين العامين بالولاية الذين يُزعم أنهم انتهكوا واجباتهم. عندما وقع الحاكم كيمب مشروع القانون المنشئ للجنة، قال إنه سيحد من "المدعين العامين من أقصى اليسار" الذين "يجعلون مجتمعاتنا أقل أمانًا". بعد أيام من لوائح الاتهام ضد ويليس، أعلن عضو مجلس الشيوخ بالولاية تشاد ديكسون أنه سيقدم شكوى ضد ويليس عندما تبدأ اللجنة عملها في أكتوبر، مدعيًا أنها استخدمت النظام القضائي كسلاح ضد خصوم سياسيين بهدف "غير مخجل ليصبح نوعًا ما من المشاهير اليساريين". بعد ساعات من دخول اللجنة حيز التنفيذ في 1 أكتوبر، قدم ثمانية من أعضاء مجلس الشيوخ الجمهوريين في جورجيا شكوى يسعون فيها إلى توقيع عقوبات على ويليس بسبب "اختيارها غير اللائق للقضايا لتعزيز أجندتها السياسية الشخصية" المزعومة.
في 14 سبتمبر 2023، قالت إحدى المدعى عليهم، جينا إليس، إنها لن تدعم ترامب لتولي منصب مرة أخرى لأنه لا يتحمل مسؤولية أخطائه. وفي حدث آخر في اليوم التالي قضت هيئة من ثلاثة قضاة بأن التهم الموجهة ضد شون ستيل لن تحرمه تلقائيًا من مقعده في مجلس شيوخ الولاية.

## قراءة إضافية
- Bowden، Mark؛ Teague، Matthew (2022). The Steal: The Attempt to Overturn the 2020 Election and the People Who Stopped It. New York City: Grove Press. ISBN:978-0-802-15996-0. OCLC:1290886071. اطلع عليه بتاريخ 2024-12-24.